# Géoparc Famenne-Ardenne
Le géoparc Famenne-Ardenne est une aire protégée possédant des attraits géologiques, située en Wallonie et labellisée par l'UNESCO comme Unesco Global Geopark en 2018. Une partie de la Calestienne est intégrée à ce géoparc.

## Situation
Le géoparc recouvre une superficie de 911 km2 se concentrant sur trois vallées (la Lomme, la Lesse et l'Ourthe) répartis sur huit communes : Marche-en-Famenne, Nassogne, Hotton, Durbuy, Tellin et Wellin en province de Luxembourg, ainsi que Beauraing et Rochefort en province de Namur.
Bien que reprenant la totalité des territoires des communes impliquées, la délimitation du Géoparc est principalement basée sur des critères géologiques (schistes, calcaires et grès du Dévonien), hydrographiques (bassins de la Lesse et de l’Ourthe) et géomorphologiques (région de la Famenne-Calestienne - Ardenne). Les limites sont constituées : à l’ouest par la frontière française (50° 05′ N; 4° 50′ E) ; au nord par les premiers tiges (terme local désignant les collines) du Condroz (50° 14′ N; 5° 10′ E) ; à l’est, la plaine alluviale de l’Ourthe (50° 22′ N; 5° 31′ E) ; au sud par le plateau ardennais (50° 05′ N; 5° 21′ E).

## Caractéristiques géologiques
La région, comprise dans les bassins de la Lesse, de la Lomme et de l’Ourthe, est riche en phénomènes karstiques. Elle résume l’histoire géologique de la sédimentation marine durant le Dévonien suivie par la tectogenèse varisque qui forma de nombreux plis et failles aujourd’hui visibles dans le paysage. Durant le Cénozoïque, un climat chaud et humide altère profondément les roches calcaires. Au même moment, le socle ardennais se soulève, le réseau hydrographique s’enfonce et les grottes se forment créant des systèmes « perte – résurgence » dont les plus longs (Han-sur-Lesse et Lorette) dépassent les 10 km de développement.
Les recherches scientifiques tant géologiques (karstogénèse, paléoclimatologie ...) que géomorphologiques et hydrogéologiques contribuent à la bonne compréhension des phénomènes naturels

## Caractéristiques de la géographie physique et humaine
Dans le Géoparc les prairies occupent 34 % du sol tandis que les forêts et pelouses calcicoles restent bien présentes (34 %). Les zones de cultures et urbaines s’étendent respectivement sur 18 et 13 %. L’altitude de la zone varie entre 115 m (vallée de l’Ourthe) à 550 m (crête de Nassogne).
Les précipitations moyennes annuelles avoisinent 840 mm dont 550 mm partent en évapotranspiration. Les températures moyennes annuelles sont de l’ordre de 10 °C, avec des moyennes mensuelles minimales et maximales respectivement proches de 0 °C et de 19 °C.
Une des principales caractéristiques physiques du territoire du Géoparc est le karst. L'évolution géologique et géomorphologique a ainsi créé une succession de collines calcaires et de dépressions schisteuses coupées par les vallées épigénétiques de la Lesse, la Lomme, la Wamme, l’Ourthe et le Ry d’Ave pour les principales qui peuvent se perdre sous terre pour réapparaître plus loin sous la forme de résurgences. L’économie régionale est basée sur trois piliers : des ressources agricoles et forestières, une activité industrielle comprenant notamment les carrières de calcaire et le tourisme.

## Géosites
72 géosites ont été retenus, parmi lesquels :
- le rocher de l'anticlinal de Durbuy
- les grottes de Hotton à Hotton
- le Fond des Vaulx (grottes et chantoirs, gouffre le Trotti aux Fosses) à Marche-en-Famenne
- les grottes de Han et le parcours souterrain de la Lesse
- la grotte de Lorette à Rochefort
- les mégalithes de Wéris